# Bel-Ridge (Misuri)
Bel-Ridge es una villa ubicada en el condado de San Luis en el estado estadounidense de Misuri. En el Censo de 2010 tenía una población de 2737 habitantes y una densidad poblacional de 1.322,61 personas por km².

## Geografía
Bel-Ridge se encuentra ubicada en las coordenadas 38°42′47″N 90°19′43″O / 38.71306, -90.32861. Según la Oficina del Censo de los Estados Unidos, Bel-Ridge tiene una superficie total de 2.07 km², de la cual 2.07 km² corresponden a tierra firme y (0%) 0 km² es agua.

## Demografía
Según el censo de 2010, había 2737 personas residiendo en Bel-Ridge. La densidad de población era de 1.322,61 hab./km². De los 2737 habitantes, Bel-Ridge estaba compuesto por el 14.21% blancos, el 83.12% eran afroamericanos, el 0.26% eran amerindios, el 0.37% eran asiáticos, el 0.04% eran isleños del Pacífico, el 0.37% eran de otras razas y el 1.64% pertenecían a dos o más razas. Del total de la población el 1.28% eran hispanos o latinos de cualquier raza.